# Óhíd
Óhíd è un comune dell'Ungheria di 607 abitanti (dati 2001). È situato nella contea di Zala.